# Anomalon amseli
Anomalon amseli là một loài tò vò trong họ Ichneumonidae.